# 临港大道站
临港大道站位于中华人民共和国上海市浦东新区临港新城临港大道沪城环路，是上海地铁16号线的地铁车站，已于2013年12月29日启用。本站是16号线大站车的停靠站之一。16号线开通初期时本站并不是大站车的停靠站，后因该站进城客流较大而决定设置为大站车的停靠站。往龙阳路方向的普通车和大站车均停靠外侧站台，特殊情况时才停靠内侧站台。

## 车站设计

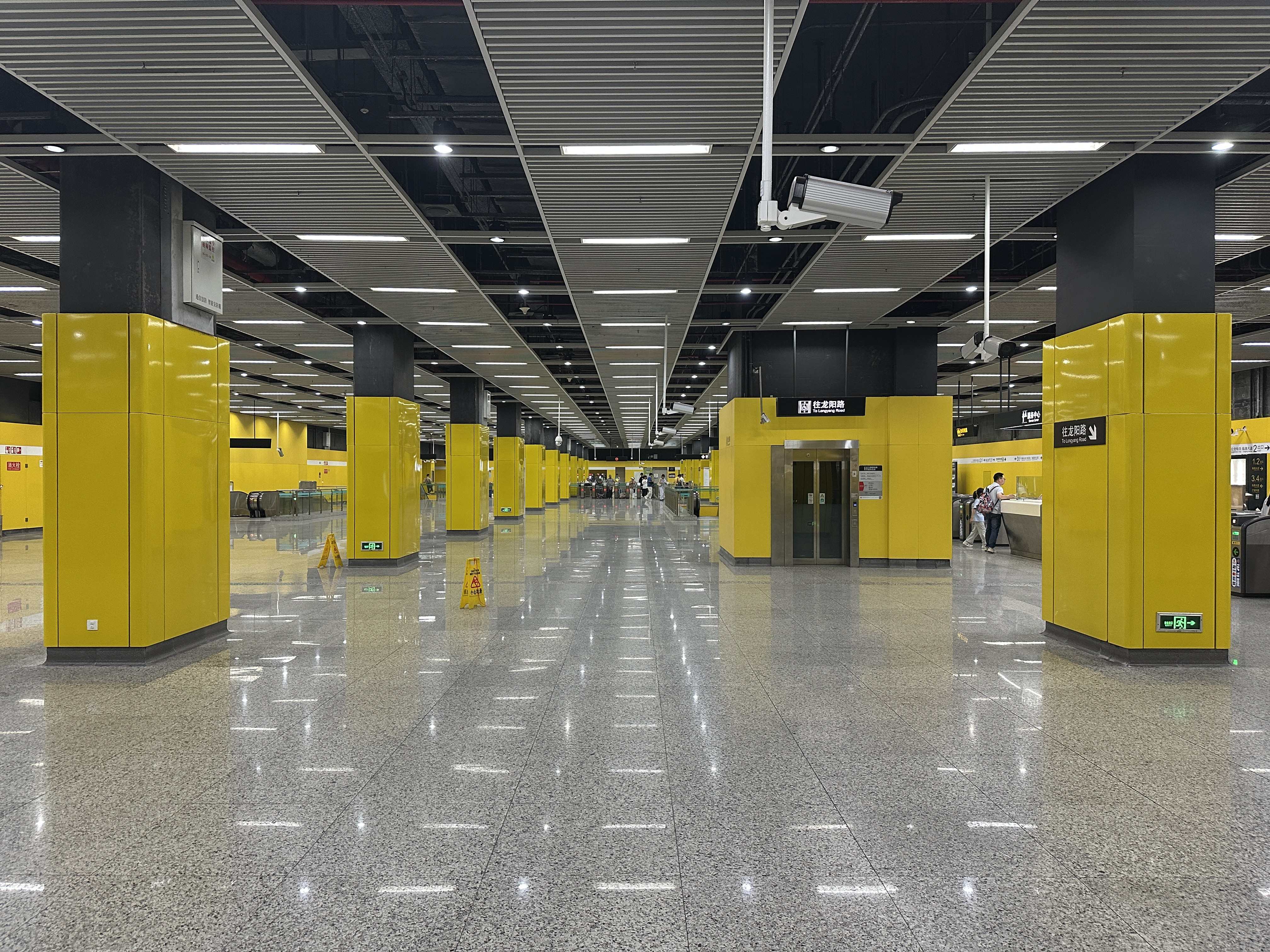
站厅

本站采用地下二层一岛一侧式站台，在下行站台外侧有一待避线。
| 地面层   | 出入口             | 1-4出入口                        |  |  |
| 地下一层 | 站厅               | 票务服务、自动售票机、人工服务台 |  |  |
| 地下二层 |                    | █ 16号线 往龙阳路（书院）        |  |  |
|          | 岛式站台，左侧开门 |                                  |  |  |
|          |                    | █ 16号线 存车线                  |  |  |
|          |                    | █ 16号线 往滴水湖（终点站）      |  |  |
|          | 侧式站台，右侧开门 |                                  |  |  |

## 车站出口
临港大道站共有4个出入口，各出入口如下所示：
| 出口编号            | 出口指示           | 照片 |
| ------------------- | ------------------ | ---- |
| 1 · 出口 · （设有） | 临港大道           |      |
| 2 · 出口 · （设有） | 临港大道           |      |
| 3 · 出口            | 临港大道，沪城环路 |      |
| 4 · 出口            | 临港大道           |      |
| 图例： 设有         |                    |      |

## 无障碍电梯
- 地面-站厅：直升梯（1、2号口各1部）
- 站厅-站台：直升梯（上下行各1部）

## 卫生间
- 非付费区4号口

## 公交换乘
下列线路除临港中运量1号线外，均从1号口外的公交枢纽站始发。
| 线路名称             | 单程票价（元） | 方向                     | 首末班车时间 | 备注     |
| -------------------- | -------------- | ------------------------ | ------------ | -------- |
| 1077路               | 1              | 上元路沪城环路（共享区） | 6:00/23:54   | 穿梭巴士 |
| 1078路               | 1              | 东海农场                 | 7:00/20:00   | 穿梭巴士 |
| 浦东29路             | 2              | 潮乐路芦潮路             | 6:30/23:50   |          |
| 临港4路              | 2              | 上元路沪城环路（共享区） | 6:00/23:24   |          |
| 申港3路              | 2              | 鸿音路南芦公路（大润发） | 6:00/19:30   |          |
| 申港3路[五七农场]    | 2              | 五七农场                 | 11:00/16:00  |          |
| 电力大学定班车       | 1              | 玉柏路水华路             | 7:00/21:00   |          |
| 临港新片区中运量T1线 | 2              | 鸿音广场站               | 6:00/21:00   |          |
| 临港新片区中运量T1线 | 2              | 滴水湖站                 | 7:30/21:00   |          |

## 外部连接
- 上海地铁—临港大道站车站信息
- 维基共享资源上的相關多媒體資源：临港大道站